# Служба превентивной безопасности ПНА
Служба превентивной безопасности ПНА («Превентивная служба безопасности») (араб. الأمن الوقائي‎, «Аль-Амн Аль-Викайи») — служба национальной безопасности Палестинской национальной администрации (ПНА). Основана в 1994 году председателем ПНА Ясиром Арафатом в соответствии с Соглашениями в Осло 1993 года.
В основном, формировалась из членов ФАТХ. Изначально состояла из двух отделений: на Западному берегу Иордана и в Секторе Газа. По данным на середину 2004 года, служба насчитывала свыше 5 тысяч постоянных сотрудников и тысячи агентов.

## Руководство, реорганизации
«Превентивная служба» координируется «Общей службой безопасности» и официально включена в «Службу общей разведки». Её сотрудники носят гражданскую одежду.
- Отделение службы на Западном берегу со дня её создания возглавлял Джибриль Раджуб, который был уволен в 2002 году. Его место занял Зивад Хаб ар-Рих[1].
- Отделение в Секторе Газы с 1994 года и до своей отставки в 2002 году возглавлял Мохаммед Дахлан. Его сменил Рашид Абу Шибак[1].

В 2002 году, после проведения Израилем операции «Защитная стена», в ходе которой ряд служащих спецслужб ПНА были арестованы за участие в терроре, «Служба превентивной безопасности, полиция и гражданская оборона были введены в состав Министерства Внутренних дел. Службу превентивной безопасности переименовали в „Службу внутренней безопасности“, а службы на Западном берегу и секторе Газа должны были быть слиты».
В 2004 году, под давлением США и Египта, Арафат решил объединить спецслужбы ПНА в три агентства: полицию, общественную безопасность и общую разведку, но это решение не было исполнено. В соответствии с реформами Махмуда Аббаса, «Служба превентивной безопасности» должна была входить в обновленное «Министерство внутренних дел и национальной безопасности». 20 января 2006 года Аббас представил полковника Рашида Абу-Шибака, как директора Агентства по национальной безопасности, отвечающего за полицию, а также службы Превентивной безопасности и Гражданской обороны.

## Сотрудники службы и террор
Ещё в мае 1994 года, Раджуб, бывший уже главой превентивной службы на Западном берегу заявил:
- «Мы благословляем оружие, которым обладают национальные группировки, оружие, направленное против оккупации… Если есть такие, кто выступает против договоренности с Израилем, двери для усиления вооруженной борьбы для них открыты.»

А в марте 1997 года газета «ха-Арец» сообщила о решении Раджуба принять на службу в свою организацию 12-ти террористов ХАМАСа.
В 1998 году Дахлан также признал, что он принял 25 террористов ХАМАСа в палестинские силы безопасности «для того, чтобы защитить их от Израиля».
Перед началом операции «Защитная стена» в 2002 году, после очередного теракта группировки «Бригады мучеников Аль-Аксы», Раджуб оценил её как «замечательное явление в истории ФАТХ», и заявил, что ПНА не планирует расформировывать эту группировку.
Многие сотрудники «Превентивной службы» были организаторами и исполнителями терактов против Израиля, в том числе, и в составе таких организаций, как «Бригады мучеников Аль-Аксы» (определенной рядом государств, как террористическая), «Танзим» и других.
В частности, организация «Комитеты народного сопротивления», определяемая США и Израилем как террористическая, была создана бывшими офицерами этой службы. Она же ответственна за убийство в 2005 году бывшего главы службы безопасности сектора Газы Мусы Арафата.

## Столкновение с «ХАМАС» в ходе боёв в секторе Газа (2007 год)
14 июня 2007 года боевики ХАМАС захватили центральное здание сил превентивной безопасности в секторе Газа, которая считалась главным символом ПНА в секторе. Позднее в комплексе превентивной безопасности были найдены тела 18 убитых членов ФАТХ. Вечером ещё один высокопоставленный чиновник превентивной службы безопасности был похищен и казнен.

## Критика
Превентивную службу обвиняли в использовании пыток и унижающих достоинство допросах политических противников Арафата и диссидентов ПНА.